# Feliks Koczur
Feliks Koczur (ur. 30 maja 1882 w Jaworznie, zm. 12 marca 1962 w Milówce) – polski polityk, działacz PSL „Piast”

## Życiorys
Urodził się 30 maja 1882 roku w Jaworznie jako syn Walentego i Marii Koczur. Ukończył szkołę powszechną w Jaworznie i Seminarium Nauczycielskie w Krakowie (1903 nauczycielski egzamin kwalifikacyjny). Po ukończeniu Seminarium przez 30 lat pracował w Milówce, początkowo jako nauczyciel szkoły ludowej, a od 1918 roku kierownik szkoły powszechnej. Od 1903 roku sekretarz TSL, organizator bibliotek, kółek rolniczych i odczytów nt. historii Polski. W 1905 rok reprezentant powiatu Żywiec na zjazd delegatów szkół ludowych Galicji w Krakowie, od t.r. założyciel ognisk ZNP w Milówce, Żywcu, Jeleśni i Suchej. 
Członek SL, następnie PSL. W 1910 roku założył Składnicę Kółek Rolniczych, działającą do 1932 roku. W 1912 roku kandydat do galicyjskiego Sejmu Krajowego we Lwowie, członek Rady Powiatowej. W latach 1912–1913 zbierał składki na Polski Skarb Wojskowy, 4 lipca 1913 roku zarejestrował stowarzyszenie „Związek Strzelecki w Milówce”; w sierpniu 1914 roku współorganizator oddziału, który wstąpił do II Brygady LP; 3 września 1914 roku mianowany członkiem PKN w Żywcu (oddział administracyjny), 9 stycznia 1915 roku zaś delegatem Komitetu Narodowego w Żywcu. 
W czasie I wojny światowej zorganizował kasę Raiffeisena (do 1939 przewodniczący), kasę Stefczyka w Milówce i Kamesznicy, Bank Spółdzielczy i Kasę Spółdzielczą (działającą do lat 70.) tamże. W Polsce niepodległej, po rozwiązaniu Rady Gromadzkiej w Milówce, komisarz rządowy, następnie wójt. Inicjator budowy szkół w Prusowie, Szarem i Kamesznicy. W 1932 roku przeniesiony przez władze oświatowe do województwa kieleckiego, następnie na emeryturę. Pod koniec l. 30. ponownie wybrany wójtem Milówki. W czasie II wojny światowej żołnierz ZWZ-AK i członek SL „Roch”. Po wojnie wójt Milówki, członek prezydium Powiatowej Rady Narodowej w Żywcu i Gromadzkiej Rady Narodowej w Milówce, działacz Frontu Jedności Narodu. Pracownik GS w Milówce. Zmarł 12 marca 1962 roku w Milówce.

## Działalność polityczna
Poseł na Sejm Ustawodawczy (1919–1922), mandat uzyskał z listy nr 8 w okręgu wyborczym nr 38 (Wadowice); w II kadencji senatu zastępca senatora na liście nr 25 (Polski Blok Katolicki PSL „P” i ChD) do Senatu w województwie krakowskim.

## Rodzina
Żonaty z Ludwiką z domu Nycz mieli dwoje dzieci.

## Odznaczenia
Odznaczony Krzyżem Kawalerskim Orderu Odrodzenia Polski (1958), Medalem Zwycięstwa i Wolności 1945 (1959) i Złotą Odznaką ZNP.